# 袁珂
袁珂（1916年12月7日—2001年7月14日），本名袁聖時，筆名丙生、高標、袁展等，四川省新繁县人，神話學家，中國神話學會主席。

## 生平
1916年12月7日，生於新繁縣黃豆市。父親袁效材，母親姜雪春。1919年，家遭大火，遷居成都。1922年，入私塾讀書。1923年，入北城小學，次年改入中城小學。1927年，遷回新繁，入讀縣立小學四年級。1928年，考入縣立高小，隔年以第一名畢業。1930年，遷往成都。秋，入讀華陽縣立初中，九一八事變時寫抗戰小說《熱血英雄》發表。1933年，畢業後考入協進高中，次年組織協藝遊藝團，演《討漁稅》。1936年春，和二弟還有幾個左傾的朋友準備去陝北，未果。7月，畢業。
1937年，任教省慈一小學。七七事變後，準備到南京投考的計劃落空，考入國立四川大學中文系，並在協進中學任圖書館管理員。冬，送二弟赴延安。1938年春，小叔袁秉三戰死，寫作小說紀念。1939年，和父親發生衝突，離家出走。秋，隨川大遷峨嵋，加入川大文藝研究會。1940年，任文研會壁報總編，因在壁報上表現社會現實和共產思想被學校以“縱火案”事件開除，後再老師的爭取下豁免。秋，轉到成都華西大學，結識授業老師許壽裳。1941年，任教宜賓高級農業學校。1942年上半到球溪河資中師範任教，下半年轉到遂寧高級農業學校教書。1945年，任教省立綿陽中學。8月，去重慶，聯合國立中央大學和重慶大學同學合辦《文化新報》。
1946年，任教南開中學。8月，許壽裳任台湾省編譯館館長，邀請袁珂任職。1947年，二二八事變後編譯館撤銷後專職研究神話。1948年2月18日，許壽裳被殺。
1949年5月，返回成都，在建國中學任教。12月，成都易手。1950年初，任《川西日報》副刊編輯，兼任濟川中學和四川省女中。下半年，到重慶西南人民藝術學院任講師。1951年暑期，到巴縣參加土改。1952年，參加思想改造運動，經鄒絳介紹加入民盟。1953年，院系調整後到作協重慶分會任專業創作員，年底到廣漢三水鄧興崇農業社體驗生活。1954年，到新繁禾登鄉體驗生活。1955年，參加肅反，寫批判文字。1956年，應商務印書館約到川大改寫《中國古代神話》，並和施貽合寫電影劇本《后羿與嫦娥》。1957年，到重慶參加整風反右運動，次年9月到南桐煉鋼，11月下放置成都南郊永豐公社。1959年8月，到北京圖書館研究，10月底返回。1961年3月，到四川省文聯民間文藝研究室工作，4月到6月前往川北蒐集民歌。1962年9月，參加中國作家協會，和李福清通信。1963年10月，赴京參會，結識鍾敬文、王蒙。1964年3月，到新繁縣萬安鄉參加社會教育；年底到峨嵋符溪公社參加社教，次年5月底返蓉。8月，到四川省文聯工作。1966年3月，去三洞橋社會主義學院學習，五月底畢業。6月，參加文化大革命，有人指責袁珂和李福清里通外國，不過未成批判。9月，到新繁新民公社參加勞動。1968年，妻子到北京造反，袁珂在家帶孩子。1969年，到大邑縣安仁鎮參加毛澤東思想學習班。12月中，下放米易灣五七幹校，到6月下旬返蓉。8月，在成都第三人民醫院作疝氣手術。1971年，在幹校牧鴨，3月返蓉送長女到雲南生產建設兵團支邊，5月返回幹校。1972年4月返蓉，5月到江浙旅行。1974年4月，送兒子到柳賢公社插隊。1976年2月，妻子周繼先因精神分裂症住院。4月，被編入文學研究室，研究“英雄人物與走資派作鬥爭”，極以為苦。1977年10月，到貴州大方、畢節採訪。
1978年，四川省社会科学院成立後調入工作。10月8日，茅盾在《人民日報》發文稱讚袁珂的貢獻。1979年11月，當選民間文藝研究會理事。1980年，升任研究员。1984年5月，被選為中国神话學會主席。之後的紀念和美國、日本、意大利、蘇聯等地的學者交流，並指導研究生。1994年6月，突發腦梗休息一個月後出院。1997年，加入中國共產黨。2001年7月14日，去世。

## 著作
- 1950年，《中國古代神話》，商務印書館
1957年，增訂本
1960年，修訂本、日譯本
1965年，俄譯本
1976年，台灣河洛圖書出版社
1992年，香港商務印書館
1993年，台灣商務印書館
1993年，英譯本
- 1957年，《中國神話故事》，四川少年兒童出版社
1991年，朝鮮語譯本
1992年，世界語譯本
1993年，日譯本
1993年，英譯本
- 1957年，《中國成語故事》，長江文藝出版社
- 1960年，《中國神話》，人民文學出版社
- 1963年，《神話故事新編》，中國青年出版社
- 1979年，《中國神話選》，人民文學出版社
- 1979年，《古神話選釋》，人民文學出版社
1988年，台灣
- 1980年，《山海經校注》，上海古籍出版社
1993年，巴蜀書社增訂本
1995年，台灣里仁書局
- 1980年，《神話選擇百題》，上海古籍出版社
- 1982年，《神話論文集》，上海古籍出版社
- 1984年，《中國傳說故事》，四川少年兒童出版社
- 1984年，《中國神話傳說》（上，下冊），中國民間文藝出版社
1993年，日譯本（青土社）
- 1985年，《山海經校譯》，上海古籍出版社
- 1985年，《中國神話傳說詞典》，上海辭書出版社
1986年，香港商務印書館
1999年，日譯本（大修館書店）
2013年，修訂版（北京聯合出版公司）
- 1985年，《中國神話資料萃編》，四川省社會科學院出版社（袁珂、周明 共編）
- 1986年，《中國文學史簡綱》，四川省社會科學院出版社
- 1987年，《中國神話 第一集》，中國民間文藝出版社
- 1988年，《中國神話史》，上海文藝出版社
- 1988年，《中國傳說故事》，四川少年兒童出版社
- 1989年，《中國民族神話詞典》，四川省社會科學院出版社
- 1991年，《中華文化集粹叢書 神異篇》，中國青年出版社
1993年，台灣
- 1991年，《中國歷代名著全譯叢書—山海經全譯》，貴州人民出版社
- 1993年，《中國神話通論》，巴蜀書社
- 1996年，《袁珂神話論集》，四川大學出版社
- 1997年，《中國古代神話傳奇》，重慶出版社（袁珂、苟世祥 共著）
- 1998年，《中國神話大詞典》，四川辭書出版社
2015年，精装版（華夏出版社）
- 1999年，《當代人文社會科學名家學述—袁珂學述》，浙江人民出版社

## 腳註
1. ↑  贾雯鹤（1999年）

## 外部連結
- 中國學術論壇：读袁珂《中国古代神话》（页面存档备份，存于）